# Copa América 1987
Navigation
Édition précédente Brésil 1989
La Copa América 1987 est un tournoi de football qui s'est déroulé en Argentine du 27 juin au 12 juillet 1987.
Contrairement aux trois éditions précédentes, la Copa América 1987 se déroule en véritable phase finale. Par conséquent toutes les rencontres se disputent sur un match simple.
Les participants sont les dix pays membres de la confédération sud-américaine l'Argentine, la Bolivie, le Brésil, le Chili, la Colombie, l'Équateur, le Paraguay, le Pérou, l'Uruguay et le Venezuela.
Le premier tour est une phase de poules de trois groupes de trois, où le premier se qualifie pour les demi-finales, le quatrième qualifié pour le dernier carré étant l'Uruguay, exempté de premier tour en tant que tenant du titre.
L'Uruguay soulève le trophée pour la treizième fois en battant en finale le Chili (1-0).

## Premier tour

### Groupe A
| Classement final |           |     |   |   |   |   |    |    |      |
|                  | Équipe    | Pts | J | G | N | P | BP | BC | Diff |
| 1                | Argentine | 3   | 2 | 1 | 1 | 0 | 4  | 1  | +3   |
| 2                | Pérou     | 2   | 2 | 0 | 2 | 0 | 2  | 2  | 0    |
| 3                | Équateur  | 1   | 2 | 0 | 1 | 1 | 1  | 4  | -3   |

| 27 juin   | Argentine | 1 | 1 | Pérou    |
| 2 juillet | Argentine | 3 | 0 | Équateur |
| 4 juillet | Pérou     | 1 | 1 | Équateur |

| 27 juin 1987 | Argentine    | 1 – 1 | Pérou     | Stade Monumental (Buenos Aires)                      |                                                      |
| | Maradona 47e | (0 - 0) | Reyna 59e | Spectateurs : 40 000 Arbitrage : Armando Pérez Hoyos | Spectateurs : 40 000 Arbitrage : Armando Pérez Hoyos |
| Islas - Cuciuffo, Brown, Ruggeri, Olarticoechea - Giusti, Batista ( 68e), Alfaro ( 79e Díaz), Tapia ( 64e Caniggia) - Maradona, Percudani | Équipes      | González - Rojas, Olaechea, Requena, Vázquez - Reyna, Chirinos, Martínez ( 66e La Rosa), Uribe ( 68e) - Navarro, Hirano ( 87e del Solar) |           | Spectateurs : 40 000 Arbitrage : Armando Pérez Hoyos | Spectateurs : 40 000 Arbitrage : Armando Pérez Hoyos |

| 2 juillet 1987 | Argentine                               | 3 – 0 | Équateur | Stade Monumental (Buenos Aires)                       |                                                       |
| | Caniggia 50e · Maradona 67e (pen.), 85e | (0 - 0) |          | Spectateurs : 30 000 Arbitrage : Romualdo Arppi Filho | Spectateurs : 30 000 Arbitrage : Romualdo Arppi Filho |
| Islas - Cuciuffo, Brown, Ruggeri, Olarticoechea - Giusti, Díaz ( 80e Siviski), Alfaro ( 46e Caniggia), Tapia - Maradona, Percudani | Équipes                                 | Morales - Mosquera, Macías, Fajardo, Capurro - Marín ( 57e Baldeón), Vega, Vásquez, Cuvi - Quiñónez, Avilés ( 42e Mera) |          | Spectateurs : 30 000 Arbitrage : Romualdo Arppi Filho | Spectateurs : 30 000 Arbitrage : Romualdo Arppi Filho |

| 4 juillet 1987 | Pérou       | 1 – 1 | Équateur | Stade Monumental (Buenos Aires)                   |                                                   |
| | La Rosa 87e | (0 - 0) | Cuvi 72e | Spectateurs : 10 000 Arbitrage : Asterio Martínez | Spectateurs : 10 000 Arbitrage : Asterio Martínez |
| González - Rojas, Olaechea, Requena, Vázquez ( 83e) - Reynoso, Chirinos, Malásquez - La Rosa, Navarro, Hirano ( 46e Loyola) | Équipes     | Chiriboga - Mosquera, Macías, Fajardo, Capurro - Marín, Vega, Aguinaga ( 69e Vásquez), Cuvi - Quiñónez, Mera ( 65e Baldeón) |          | Spectateurs : 10 000 Arbitrage : Asterio Martínez | Spectateurs : 10 000 Arbitrage : Asterio Martínez |

### Groupe B
| Classement final |           |     |   |   |   |   |    |    |      |
|                  | Équipe    | Pts | J | G | N | P | BP | BC | Diff |
| 1                | Chili     | 4   | 2 | 2 | 0 | 0 | 7  | 1  | +6   |
| 2                | Brésil    | 2   | 2 | 1 | 0 | 1 | 5  | 4  | +1   |
| 3                | Venezuela | 0   | 2 | 0 | 0 | 2 | 1  | 8  | -7   |

| 28 juin   | Brésil | 5 | 0 | Venezuela |
| 30 juin   | Chili  | 3 | 1 | Venezuela |
| 3 juillet | Chili  | 4 | 0 | Brésil    |

| 28 juin 1987 | Brésil                                                                         | 5 – 0 | Venezuela | Chateau Carreras (Córdoba)                            |                                                       |
| | Edú Marangón 33e · Morovic 39e (csc) · Careca 66e · Nelsinho 72e · Romário 89e | (2 - 0) |           | Spectateurs : 8 000 Arbitrage : Elías Jácome Guerrero | Spectateurs : 8 000 Arbitrage : Elías Jácome Guerrero |
| Carlos - Josimar, Geraldão, Ricardo Rocha, Nelsinho - Raí, Douglas ( 71e Silas), Edú Marangón - Müller ( 66e Romário), Careca, Valdo | Équipes                                                                        | Baena - Torres, Morovic, Acosta, Rivas - Rizzi, Nieto ( 63e Sánchez), Carrero - Méndez ( 46e Márquez), Fernández, Arreaza |           | Spectateurs : 8 000 Arbitrage : Elías Jácome Guerrero | Spectateurs : 8 000 Arbitrage : Elías Jácome Guerrero |

| 30 juin 1987 | Chili                                      | 3 – 1 | Venezuela         | Chateau Carreras (Córdoba)                     |                                                |
| | Letelier 17e · Contreras 70e · Salgado 83e | (1 - 1) | Acosta 24e (pen.) | Spectateurs : 5 000 Arbitrage : Luis Barrancos | Spectateurs : 5 000 Arbitrage : Luis Barrancos |
| Rojas - Espinoza, Astengo, Gómez ( 56e), Martínez - Pizarro, Mardones, Hurtado ( 64e Vera) - Letelier ( 46e Salgado), Basay, Contreras | Équipes                                    | Nikolac - Torres, Quintero ( 78e Mendoza), Acosta, Rivas - Rizzi, Sánchez, Carrero ( 56e) - Méndez ( 46e Nieto), Márquez, Arreaza |                   | Spectateurs : 5 000 Arbitrage : Luis Barrancos | Spectateurs : 5 000 Arbitrage : Luis Barrancos |

| 3 juillet 1987 | Chili                              | 4 – 0 | Brésil | Chateau Carreras (Córdoba)                              |                                                         |
| | Basay 41e, 68e · Letelier 48e, 75e | (1 - 0) |        | Spectateurs : 15 000 Arbitrage : Juan Daniel Cardellino | Spectateurs : 15 000 Arbitrage : Juan Daniel Cardellino |
| Rojas - Reyes, Astengo, Toro, Hormazábal - Pizarro, Mardones, Contreras, Puebla - Basay ( 80e Zamorano), Letelier ( 76e Salgado) | Équipes                            | Carlos - Josimar, Júlio César, Ricardo Rocha ( 46e Geraldão), Nelsinho ( 57e) - Raí, Douglas, Edú Marangón ( 53e Romário) - Müller, Careca, Valdo |        | Spectateurs : 15 000 Arbitrage : Juan Daniel Cardellino | Spectateurs : 15 000 Arbitrage : Juan Daniel Cardellino |

### Groupe C
| Classement final |          |     |   |   |   |   |    |    |      |
|                  | Équipe   | Pts | J | G | N | P | BP | BC | Diff |
| 1                | Colombie | 4   | 2 | 2 | 0 | 0 | 5  | 0  | +5   |
| 2                | Bolivie  | 1   | 2 | 0 | 1 | 1 | 0  | 2  | -2   |
| 3                | Paraguay | 1   | 2 | 0 | 1 | 1 | 0  | 3  | -3   |

| 28 juin     | Paraguay | 0 | 0 | Bolivie  |
| 1er juillet | Colombie | 2 | 0 | Bolivie  |
| 5 juillet   | Colombie | 3 | 0 | Paraguay |

| 28 juin 1987 | Paraguay | 0 – 0 | Bolivie | Arroyito (Rosario)                           |                                              |
| |          | (0 - 0) |         | Spectateurs : 5 000 Arbitrage : Enrique Labó | Spectateurs : 5 000 Arbitrage : Enrique Labó |
| Fernández - Torales, Zabala, Delgado, Jacquet - Romerito, Nunes, Cañete ( 82e Palacios) - Hicks ( 72e Torres), Cabañas, González | Équipes  | Barrero - Avila, Noro, Coimbra, Vera - Melgar ( 46e Justiniano), Villegas, Borja, Arias - Paniagua ( 78e Ramírez), Peña |         | Spectateurs : 5 000 Arbitrage : Enrique Labó | Spectateurs : 5 000 Arbitrage : Enrique Labó |

| 1er juillet 1987 | Colombie                     | 2 – 0 | Bolivie | Arroyito (Rosario)                            |                                               |
| | Valderrama 34e · Iguarán 89e | (1 - 0) |         | Spectateurs : 5 000 Arbitrage : Gastón Castro | Spectateurs : 5 000 Arbitrage : Gastón Castro |
| Higuita - Herrera, Perea ( 84e), Molina, Hoyos - Álvarez, Pérez ( 83e), Valderrama, Redín - Galeano ( 70e Iguarán), De Ávila ( 84e Porras) | Équipes                      | Barrero ( 46e Galarza) - Avila, Noro, Coimbra ( 81e), Vera - Taborga ( 62e Ramírez), Villegas, Borja, Arias - Paniagua ( 86e), Peña |         | Spectateurs : 5 000 Arbitrage : Gastón Castro | Spectateurs : 5 000 Arbitrage : Gastón Castro |

| 5 juillet 1987                                                                                                | Colombie             | 3 – 0 | Paraguay | Arroyito (Rosario)                                        |                                                           |
| | Iguarán 8e, 34e, 50e | (2 - 0) |          | Spectateurs : 10 000 Arbitrage : Francisco Oscar Lamolina | Spectateurs : 10 000 Arbitrage : Francisco Oscar Lamolina |
| Higuita - Herrera, Mendoza, Molina, Hoyos - Álvarez, Coll, Valderrama, Redín - Galeano ( 68e Angulo), Iguarán | Équipes              | Fernández - Torales, Zabala, Delgado, Jacquet - Benítez, Nunes, Cañete ( 45e González) - Romerito, Cabañas ( 57e Ferreira), Palacios |          | Spectateurs : 10 000 Arbitrage : Francisco Oscar Lamolina | Spectateurs : 10 000 Arbitrage : Francisco Oscar Lamolina |

## Demi-finales
| 8 juillet 1987 | Chili                    | 2 – 1 a.p. | Colombie          | Chateau Carreras (Córdoba)                            |                                                       |
| | Astengo 106e · Vera 108e | (0 - 0) | Redín 103e (pen.) | Spectateurs : 10 000 Arbitrage : Romualdo Arppi Filho | Spectateurs : 10 000 Arbitrage : Romualdo Arppi Filho |
| Rojas - Reyes, Astengo, Gómez, Hormazábal - Pizarro, Mardones, Contreras, Puebla ( 81e Vera) - Basay ( 54e Salgado), Letelier | Équipes                  | Higuita - Herrera, Perea, Molina, Hoyos - Álvarez, Pérez, Valderrama, Redín - Galeano ( 67e De Ávila), Iguarán ( 46e Tréllez) |                   | Spectateurs : 10 000 Arbitrage : Romualdo Arppi Filho | Spectateurs : 10 000 Arbitrage : Romualdo Arppi Filho |

| 9 juillet 1987 | Uruguay       | 1 – 0 | Argentine | Stade Monumental (Buenos Aires)                        |                                                        |
| | Alzamendi 43e | (1 - 0) |           | Spectateurs : 75 000 Arbitrage : Elías Jácome Guerrero | Spectateurs : 75 000 Arbitrage : Elías Jácome Guerrero |
| Pereira - Domínguez, Gutiérrez, Trasante, Pintos Saldaña - Matosas, Perdomo, Bengoechea ( 80e Peña) - Alzamendi, Francescoli, Sosa ( 77e Da Silva) | Équipes       | Islas - Cuciuffo ( 77e Alfaro), Brown, Ruggeri, Olarticoechea - Giusti, Batista, Maradona, Tapia - Caniggia, Percudani ( 46e Funes) |           | Spectateurs : 75 000 Arbitrage : Elías Jácome Guerrero | Spectateurs : 75 000 Arbitrage : Elías Jácome Guerrero |

## Match pour la troisième place
| 11 juillet 1987 | Colombie               | 2 – 1 | Argentine    | Stade Monumental (Buenos Aires)                  |                                                  |
| | Gómez 8e · Galeano 27e | (2 - 0) | Caniggia 86e | Spectateurs : 15 000 Arbitrage : Bernardo Corujo | Spectateurs : 15 000 Arbitrage : Bernardo Corujo |
| Higuita - Herrera, Perea, Molina, Hoyos - Álvarez, Coll, Valderrama, Redín ( 87e Escobar) - Gómez ( 46e De Ávila), Galeano | Équipes                | Islas - Cuciuffo, Brown, Ruggeri, Olarticoechea - Giusti, Batista, Maradona, Tapia ( 46e Alfaro) - Caniggia, Percudani ( 46e Funes) |              | Spectateurs : 15 000 Arbitrage : Bernardo Corujo | Spectateurs : 15 000 Arbitrage : Bernardo Corujo |

## Finale
| Entraîneur :    |
| Orlando Aravena |

| Entraîneur :    |
| Orlando Aravena |

| Copa América 1987 - Vainqueur Uruguay 13e titre |

## Meilleurs buteurs
4 buts
- Arnoldo Iguarán

3 buts
- Diego Maradona
- Juan Carlos Letelier

2 buts
- Claudio Caniggia
- Ivo Basay